# Озаровский, Николай Юрьевич
Николай Юрьевич Озаро́вский (1895 — 1 декабря 1950, Ленинград, СССР) — капитан 1-го ранга, командир канонерской лодки «Бурея» и дивизиона канонерских лодок Ладожской военной флотилии, кавалер двух орденов Ленина и трех орденов Боевого Красного знамени. Историк военно-морского флота, автор труда «Линкоры Ладоги» — уникального документа, подробно описывающего боевые будни Дороги Жизни в период навигации, боевые действия на Ладоге в 1941—1943 годах, а также сражение у острова Сухо 21 октября 1942 года, в котором Н. Ю. Озаровский принял непосредственное участие.

## Дневники и их издание
Современникам отлично известен факт наличия Дороги Жизни, благодаря которой в Ленинград по ледовой дороге автомобилями поступало продовольствие и на большую землю эвакуировались горожане. Именно ледовая дорога спасла Ленинград в первую, самую страшную зиму 1941 года. Однако немногие задумываются о том, что в период навигации (весной, летом и осенью) Дорога Жизни продолжала функционировать, но грузы по ней перевозили уже не на автомобилях, а на кораблях. Причем на кораблях грузов перевозилось намного больше, чем на полуторках, поскольку их грузоподъемность была просто несравнима.
Дневники Озаровского, которые он чрезвычайно подробно вел весь период службы командиром дивизиона канонерских лодок, закрывают большие пробелы в истории Дороги Жизни в период отсутствия льда на озере. По окончании войны Николай Юрьевич начал писать книгу об этой странице Великой Отечественной войны, но преждевременная смерть от болезни сердца прервала его планы.
Рукопись Николая Юрьевича хранилась в семье Озаровских в течение 65 лет, после чего была передана его правнучкой военному историку Баиру Иринчееву, который и выступил редактором вышедшей в свет в 2015 году книги, а также инициировал её издание.
Николай Юрьевич, как выходец из дворянской семьи, закончивший Морской кадетский корпус, был прекрасно образован, владел несколькими иностранными языками. Историк Баир Иринчеев, читая первый раз его дневники, отмечал, что они написаны настолько отличнейшим и правильным русским языком, что им почти не понадобилась редакторская правка.

## Биография
Потомственный дворянин Николай Юрьевич Озаровский родился в 1895 году в известной театральной семье.
Отец — Юрий Эрастович Озаровский, драматический актёр, педагог, театровед, режиссёр Александринского театра.
Точных данных о матери Николая Юрьевича обнаружить не удалось, однако искусствовед и писатель Вера Викторовна Сомина в статье об Юрие Эрастовиче Озаровском упоминает имя Варвары Петровны Озаровской. Однако данные в упомянутой статье достаточно неточные, расплывчатые и не вызывают доверия, поскольку В. В. Сомина черпает информацию только из одного источника — личного дела Ю. Э. Озаровского, хранящегося в архивах Александринского театра и даже не знает о том, что у Ю. Э. Озаровского был старший брат А. Э. Озаровский, о котором упоминает их младшая сестра Ольга Эрастовна Озаровская в предисловии к своей книге «Бабушкины старины», вышедшей в 1916 году. Именно у старшего брата Ольга Эрастовна в доме № 17 по Забалканскому (ныне Московскому) проспекту жила в начале своего петербургского периода жизни. Про жизнь и судьбу Николая Юрьевича В. В. Сомина также ничего не знает:

«Дело о службе актера и режиссёра Ю. Э. Озаровского» содержит, кроме всего прочего, призывное свидетельство Николая Юрьевича Озаровского, внебрачного сына Варвары Петровны Озаровской, вдовы подполковника. Может быть, это простое совпадение, но вряд ли: мать режиссёра звали Варварой Петровной, и в это время она уже вдова подполковника. Был ли этот мальчик братом Юрия Эрастовича, им усыновленным, или его собственным незаконным сыном от родственницы, носившей одинаковое с его матерью имя, — неизвестно. Во всех письмах мальчик называет его отцом, в официальных прошениях Озаровский именует его сыном. И лишь однажды в письме мелькнуло: «Мы с братом». Между тем известна лишь его сестра Ольга Эрастовна Озаровская, этнограф, певица, чтица, актриса, исполнительница и собирательница народных былин, сказок, песен. Больше нигде и никогда брат не упоминается.

Отец, Юрий Эрастович Озаровский, в 1901 году женился на Дарье Михайловне Мусиной-Пушкиной, актрисе Александринского театра, впоследствии преподавательнице и профессоре Ленинградской консерватории.
Его тётей, сестрой отца, была Ольга Эрастовна Озаровская — исполнительница северных народных сказок, собирательница фольклора. Обнаружила и «открыла» миру сказительницу былин Марью Дмитриевну Кривополенову. Дядя по отцу — Александр Эрастович Озаровский, генерал-майор и орденоносец, участник Первой мировой войны, преподаватель Константиновского артиллерийского училища.
Дед по отцу — офицер Русской Императорской армии, капитан учебной конной батареи.

### Флот и революция
С детства Николай Юрьевич грезил морем. В 1914 году поступил в Морское кадетское училище. Во время учёбы в 1915—1916 годах проходил гардемаринскую практику вместе с Ф. Ф. Раскольниковым и будущим адмиралом СССР И. С. Исаковым на вспомогательном крейсере «Орел» Сибирской флотилии. В 1917 году окончил Отдельные гардемаринские классы с производством в мичманы, став кадровым офицером Морского флота. Боевое крещение получил в звании мичмана на Балтийском флоте, сражаясь с германскими кораблями в Рижском заливе. За любовь к морю был прозван сослуживцами Летучим Голландцем.
Революцию 1917 года принял сразу, без раздумий и всей душой. Пользовался любовью и уважением матросов, как офицер получив от матросского революционного комитета «охранную грамоту».
Участник событий Февральской революции, отражения корниловского мятежа, гражданской войны.
Зимой 1917—1918 года вступил в отряды морской пехоты, сформированные П. Е. Дыбенко. В разгар немецкого наступления поспешил в Гельсингфорс для спасения Балтийского флота, приняв участие в знаменитом Ледовом походе. В этом походе мичман Озаровский командовал старым четырёхтрубным угольным миноносцем «Резвый», на котором он воевал с немцами ещё в Моонзундском сражении.
Во время Гражданской войны с 1918 года принимал участие в боевых действиях на Волге и Каме в составе Волжской флотилии под командованием Ф. Ф. Раскольникова. Комиссаром на корабле Озаровского была Лариса Рейснер.
Позже, личным приказом Сергея Мироновича Кирова, был направлен начальником обороны рейда Астрахани, для борьбы с английскими интервентами, рвущимися к контролю за бакинской нефтью. На стороне противника против него воевали несколько его бывших однокашников.
По воспоминаниям адмирала Владимира Трибуца Озаровский, находясь в составе Астрахано-Каспийской, а затем Каспийской флотилий, командовал канонерской лодкой «Роза Люксембург»

### Мирное время
После окончания Гражданской войны Николай Юрьевич долго не мог найти себе работы по душе, находя отдушину лишь в обучении молодых моряков. Лишь через некоторое время его назначают командиром экспедиционного судна «Первое Мая», корабля сравнительно небольших размеров, приспособленного для гидрографических работ.
В 1921—1924 годах помощник командира, командир разных судов Морских сил Чёрного моря.
В 1924 году переведен на Балтийский флот.
В 1926—1928 годах служил на линейном корабле «Парижская коммуна» вместе с будущим адмиралом флота СССР В. Ф. Трибуцем.
В августе 1928 года в журнале Смена выходит очерк Озаровского «Корабельные будни»
В 1930-х годах Николай Юрьевич Озаровский служит в Кронштадте, его жена Нина Павловна (урожденная Шереметева) с дочерью проживает в Ленинграде. Его перевели на работу в штаб на должность начальника боевой подготовки. Постепенно должность повысилась до начальника охраны водного района Главной морской базы Балтийского флота. Но скучающий на бумажной работе Озаровский часто выходит в море на яхте класса Дракон, которую он швартовал рядом со служебными штабными катерами в Итальянском пруду. Кстати, на руке Н. Ю. Озаровский также вытатуировал себе дракона. В один из таких выходов в первых числах сентября его яхта напоролась на мель и затонула. На поверхности остался только кончик мачты, за который и уцепился Озаровский. Его пыталось спасти норвежское судно, но Озаровский отказался от спасения иностранцами, памятуя о своей высокой должности при штабе. Этот случай подробно описан в рассказе «Пари Летучего Голландца», написанном хорошим другом Николая Юрьевича адмиралом флота СССР Иваном Степановичем Исаковым.
В 1938 году Озаровского арестовывают, но через два года следствия выпускают за отсутствием состава преступления. Однако должность не возвращают, и Озаровский начинает писать научные труды по истории флота в Военно-морском музее Ленинграда. После он переходит на работу начальником исторического отдела в журнале Морской вестник.

### Дорога Жизни на Ладоге
В 1941 году, в связи с началом Великой Отечественной войны Николая Юрьевича Озаровского назначают командиром канонерской лодки «Бурея», действующей на Ладожском озере в составе Ладожской военной флотилии. Через некоторое время Озаровский становится командиром дивизиона канонерских лодок. Кроме «Буреи» в состав дивизиона входят канонерки «Бира», «Олекма», «Селемджа» и «Нора».
С ноября и по начало декабря 1941 года Озаровский, несмотря на конец навигации вместе со своими канонерками в тяжелейших условиях пробивается без помощи ледоколов через лед замерзшей Шлиссельбуржской губы, продолжая поставлять продукты, пополнение и боеприпасы в блокадный сражающийся Ленинград. Лед был настолько крепким, что выдерживал караваны груженых автомобилей, поскольку ледовая Дорога Жизни к тому времени работала уже две недели. Навигация была закончена только в начале декабря.
С мая 1942 года навигация возобновляется. Но канонерские лодки постоянно попадают под мощные удары немецкой авиации. Одна бомба попадает прямо в мостик канлодки «Бира», командира которой убивает. Озаровский остается жив, отделывается ранением.
22 октября 1942 года Озаровский командует двумя канонерками «Бира» и «Селемжа» в битве у острова Сухо с немецкой флотилией из паромов Зибеля, подошедших из Лахденпохьи, преследуя их и безвозвратно повредив один из паромов. Удивляет героизм наших моряков, ввязавшихся всего на двух канлодках в бой сразу с четырнадцатью паромами.
После битвы у острова Сухо инициатива действий на Ладожском озере полностью перешла к Ладожской военной флотилии. Немецкие суда с того времени на акватории озера больше не появлялись.
В 1943 году, как опытный моряк, переведен в центральный аппарат ВМФ, в Главный морской штаб.
В 1944 году находится на должности начальника отдела ГМШ по изучению и обобщению опыта войны.
С 1944 года в Военно-морской академии
В 1945—1948 годах начальник Высших исторических классов ВМФ при академии
С 1948 года в запасе.
Скончался от инфаркта миокарда 1 декабря 1950 года. Похоронен на кладбище в Шувалове.

## Награды
- Серебряные часы и маузер 23.02.1928 к Х-летию РККА[5]
- Юбилейная медаль «XX лет Рабоче-Крестьянской Красной Армии», 1938 год[5]
- Кавалер двух орденов Ленина[6]
- Кавалер трех орденов Боевого Красного знамени[6]
- Медаль «За оборону Ленинграда»

## Научные работы
- Один день морского отряда. Из былей незабываемых. Октябрь 1919 года на Каспии. Статья. (газета «Красный Балтийский флот» 01.03.1935)
- Северная война России со Швецией (1700—1721 гг.). Статья. (газета «Красный Балтийский флот» 30.08-16.09.1937)
- Боевые операции в финских шхерах в 1710—1714 гг. Статья. (оттиск из «Морского сборника», 1940, № 1, с.15-40)
- Узловые операции на финляндском театре в XII-XVII вв. Статья. (Оттиск из «Морского сборника»" 1940 г. № 3, с.63-76)
- Германские потери на море от действий русского флота в 1914—1917 гг. М.; Л., 1941.
- Энзелийская операция 18 мая 1920 года. Статья. (Оттиск из журнала «Морской сборник», 1941 г., № 2, с.98-122)
- План операций Астрахано-Каспийской флотилии 1919 года. Черновая рукопись статьи. 1940
- О боевых действиях на Каспийском море, на Волге в 1918—1920 гг. Черновая рукопись статьи. 1940
- В боях за Каспий. Записки командира корабля за 1918—1919 гг. Машинопись и черновик статьи, с авторской правкой.
- Черновик записи, наброски, выписки из документов об истории гражданской войны, о действиях флота. 1940
- Аральская и Аму-Дарьинская флотилии. Историческая справка, машинопись, рукопись. 1945
- Статья Л. Локкарта (1936 г.) о флоте Надир-шаха в Персии XII века. Перевод Н. Озаровского. Рукопись. 1946
- В дальнем плавании на кораблях Черноморского флота; Калининград-Фальмут — о плавании слушателей Высших исторических классов; Гибралтар. Путевые заметки. Статьи в газетах «Красный черноморец», «Красный флот. 03.08.1946
- Ла-Валетта — Бирзеббуджа на острове Мальта. Из воспоминаний. Машинопись. 1946
- Адмирал флота И. С. Исаков — кандидат в депутаты Верховного Совета РСФСР. Машинопись статьи. 1947
- Очерк военно-морской истории Ладожского театра боевых действий. Машинопись статьи и черновая рукопись. 1947
- Статья по истории русского флота до 1917 г. Из истории морской пехоты. Черновая рукопись. 1947
- Таблицы о вооруженных силах, о потерях, о производстве вооружений в СССР и агрессивных государствах во время 2-й мировой войны 1939—1945, составлены Н. Ю. Озаровским. Рукопись[5].